# Darryl Roberts
Darryl Bevon Roberts (ur. 16 września 1983 w Saint Joseph) – trynidadzko-tobagijski piłkarz występujący na pozycji napastnika, od 2012 zawodnik Samsunsporu.

## Kariera klubowa
Roberts początkowo uczęszczał do El Dorado Junior Secondary School, a następnie grał w piłkę nożną w Fatima College. W 2002 roku przeprowadził się do Stanów Zjednoczonych, gdzie z powodzeniem kontynuował występy w lidze uniwersyteckiej jako zawodnik Liberty Flames z Liberty University. Kilkakrotnie był wybierany do najlepszych jedenastek rozgrywek. W późniejszym czasie reprezentował barwy Carolina Dynamo z czwartej ligi amerykańskiej – USL Premier Development League. Był czołowym strzelcem drużyny i w 2006 roku pomógł jej w zajęciu pierwszego miejsca w regularnym sezonie.
W 2007 roku Roberts został wybrany w drafcie przez występujący w Major League Soccer zespół Toronto FC, jednak zdecydował się podpisać kontrakt z holenderską Spartą Rotterdam. W Eredivisie zadebiutował 1 kwietnia 2007 w zremisowanym 2:2 spotkaniu z Heerenveen i już w tym samym meczu strzelił pierwszego gola dla nowej drużyny. W kolejnych rozgrywkach, 2007/2008, był drugim najlepszym strzelcem Sparty. Ogółem zawodnikiem tego klubu był przez półtora roku, nie odnosząc z nim większych sukcesów i znacznie częściej walcząc o utrzymanie w pierwszej lidze niż o najwyższe cele.
Latem 2008 Roberts na zasadzie wolnego transferu zasilił turecki Denizlispor. Pierwszy mecz w Süper Lig rozegrał 23 sierpnia z Galatasaray SK, przegrany ostatecznie 1:4, natomiast premierową bramkę zdobył tydzień później w wygranej 3:2 konfrontacji z Antalyasporem. Szybko wywalczył sobie miejsce w wyjściowym składzie Denizlisporu, jednak nie zdołał uchronić go przed degradacją do drugiej ligi, która nastąpiła po sezonie 2009/2010. Na pierwszoligowym zapleczu spędził rok, po czym odszedł z klubu, zostając wolnym zawodnikiem.
Wiosną 2012, po dziesięciu miesiącach bezrobocia, Roberts przeszedł do amerykańskiej ekipy Charlotte Eagles z trzeciej ligi – USL Pro. Zadebiutował w niej 27 kwietnia w przegranym 2:3 pojedynku z Antigua Barracuda, natomiast dwa dni później zdobył pierwszego gola w lidze, w wygranym 2:0 meczu z tym samym rywalem.
Latem 2012 Roberts został zawodnikiem Samsunsporu.

## Kariera reprezentacyjna
W seniorskiej reprezentacji Trynidadu i Tobago Roberts zadebiutował w wieku 21 lat, jeszcze jako zawodnik Carolina Dynamo. Pierwszą bramkę w kadrze narodowej zdobył 15 stycznia 2007 w wygranym 5:1 spotkaniu z Martyniką w rozgrywkach Pucharu Karaibów. W tym samym roku został powołany przez selekcjonera Wima Rijsbergena na Złoty Puchar CONCACAF, gdzie był podstawowym piłkarzem swojej drużyny, która jednak nie zdołała wyjść z grupy.
Roberts wziął udział w eliminacjach do Mistrzostw Świata 2010, podczas których wpisał się na listę strzelców w wygranej 2:0 konfrontacji z Bermudami, lecz Trynidadczycy nie awansowali ostatecznie na mundial. Z podobnym skutkiem zakończyły się dla nich eliminacje do Mistrzostw Świata 2014, kiedy to Roberts wystąpił w dwóch meczach i strzelił gola w wygranym 2:0 pojedynku z Barbadosem.